# Spilosoma divisa
Spilosoma divisa är en fjärilsart som beskrevs av Walker 1855. Spilosoma divisa ingår i släktet Spilosoma och familjen björnspinnare. Inga underarter finns listade i Catalogue of Life.